# Breaking the Silence (The Letter Black)
| Recensione          | Giudizio |
| ------------------- | -------- |
| Jesus Freak Hideout |          |

Breaking the Silence è un EP del gruppo christian rock statunitense The Letter Black. Pubblicato il 22 settembre 2009, è il primo lavoro del gruppo pubblicato dopo il cambio di nome e dopo la firma del contratto con la Tooth & Nail Records.

## Tracce
1. Moving On – 3:38
2. Hanging On by a Thread – 3:02
3. Best of Me – 3:48
4. Collapse – 3:59
5. Away from Me – 3:37
6. Perfect – 4:03

## Classifiche
| Classifica         | Posizione massima |
| ------------------ | ----------------- |
| Christian albums   | 47                |
| Heatseekers albums | 40                |